# Grad Falkenstein
Falkenstein je grad iz visokega srednjega veka, ki leži v bavarskih Alpah v bližini mesta Pfronten v južni Nemčiji. Grad je danes v ruševinah. Gre za najvišje ležečo grajsko ruševino v Nemčiji in stoji na 1268 m nad morsko gladino. 
Leta 1883 je ruševino kupil bavarski kralj Ludvik II. Bavarski in načrtoval ureditev v pravljični grad. Načrt zaradi kraljeve smrti leta 1886 ni bil nikoli izpeljan.

## Zgodovina
Kamniti grad je bil kot vojaška postojanka zgrajen po naročilu tirolskega grofa okoli let 1270—1280 na tedanji tirolski meji. Zaradi visoke nadmorske višine je bila zgradba pozimi nenaseljena. Ime Falkenstein (sokolji kamen)so mu nadeli šele v 15. stoletju. V 17. stoletju je bil grad požgan. Leta 1803 je ozemlje pripadlo Bavarski. Leta 1883 ga je odkupil Ludvik II. ter ga želel preurediti v romantičen grad, podoben Neuschwansteinu. Leta 1885 je dal narediti vodovod in novo pot do gradu. Zaradi Ludvikove smrti nadaljnji načrti niso bili uresničeni.
Kasneje so bila izpeljana le manjša sanacijska dela.

## Ludvikova zamisel
Ludvik II. se je po nakupu ruševine posvetoval z več arhitekti, najprej s Christianom Jankom, ki je že bil oblikoval Neuschwanstein. Jank je prvotno predlagal zmernejše načrte za nov grad, kasneje pa si ga je zamislil kot visokogotski objekt. Georg Dollman je bil še istega leta zadolžen, da po Jankovih zamislih izdela arhitekturni načrt.
Kasneje je nalogo, da izdela načrt, dobil Max Schultze, ki je Jankove zamisli preuredil v načrt za grad v slogu roparskih vitezov; naredil je tudi načrte za notranjščino gradu in za freske. V tem času sta bila urejena vodovod in dovoz do gradu. Leta 1885 je Schulze preklical svoje načrte.
Za dokončanje načrtov za objekt sta bila izbrana Julius Hofmann in Eugen Drollinger, ki pa sta že slutila, da nikoli ne bo prišlo do uresničitve gradnje. Zatorej sta naredila spektakularne, a zelo nepraktične načrte. 
Po kraljevi smrti 1886 so vse načrte opustili. Do danes so ostale le ruševine.